# Театр Орфей (Лос-Анджелес)
Театр «Орфей» на Бродвеї в Лос-Анджелесі входить в центральну мережу кінотеатрів і розважальних закладів «орфейський ланцюг» бродвейського театрального кварталу найбільшого каліфорнійського міста.

## Назва та історія
Назва театру безпосередньо пов'язано з ім'ям Орфея — легендарного співака і музиканта в давньогрецькій міфології. Орфей, який отримав в подарунок від Аполлона золоту ліру, зачаровував своєю поезією і співом, міг пересувати скелі, приручати диких звірів.
Коли в 1923 році тільки планувалося створення театру «Орфей», важко було передбачити його майбутню значущість.
Дизайн фасаду будинку, побудованого до 1926 року, спроєктував архітектор Г. Альберт Лансбурґ (англ. G. Albert Lansburgh в стилі боз-ар. Театральні інтер'єри Альберт Лансбург створював в дусі химерних форм французького бароко — з великою кількістю мармуру в холі, величезними кришталевими люстрами та розкішними меблями. Говорили навіть про «орфейний стиль», який тиражувався іншими архітекторами будівель в бродвейському кварталі Лос-Анджелеса.
Театр спочатку призначався для водевільних постановок. Під час Великої депресії його закривали, але ненадовго.

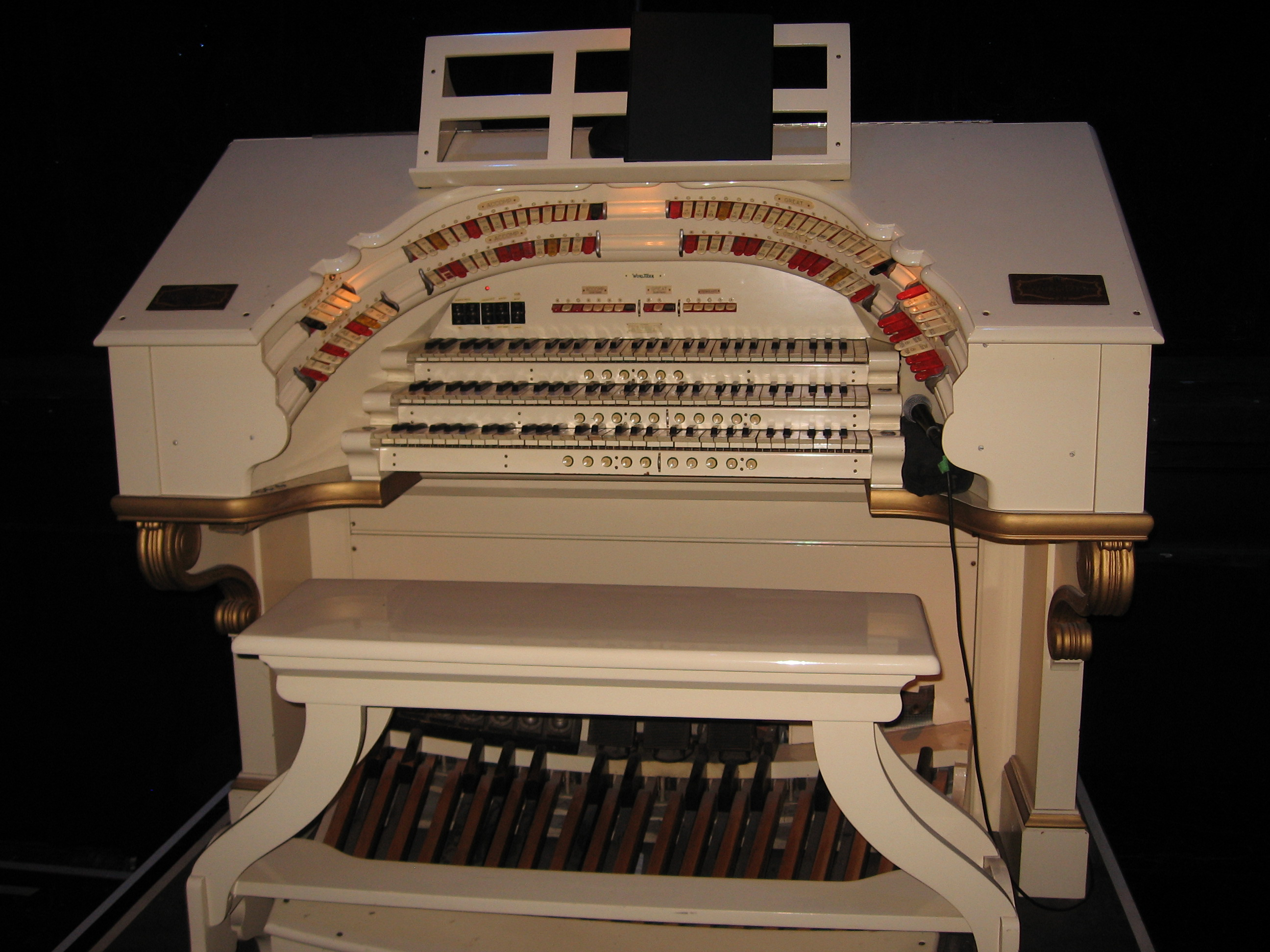
Театральний орган Wurlitzer

Цінним для «Орфея» придбанням стала покупка в 1928 році театрального органу відомої американської компанії Wurlitzer, яку заснував в 1853 році в Цинциннаті Рудольф Вурлітцер (нім. Rudolph Wurlitzer), іммігрант з Німеччини.
Тільки через 90 років — у 2018 році цей музичний інструмент в демонтованому вигляді було вирішено переправити з театру на реставрацію в Чикаго.

## Місце вистав
З моменту свого відкриття 15 лютого 1926 року театр «Орфей» займав одне з чільних місць в шоубізнесі. Тут виступали такі знаменитості, як королева еротичного танцю Саллі Ранд комедійні артисти — брати Маркс, Вілл Роджерс, Джуді Ґарленд, Джек Бенні, а також великі джазисти — Ліна Горн, Елла Фіцджеральд і Дюк Еллінгтон. До 1950 року в театрі ставили водевілі. У 1960-і роки тут проходили концерти першопрохідців рок-н-ролу — Літла Річарда, Арети Франклін і Стіві Вандера.
Після реставрації 1989 року заново відкритий театр став місцем проведення концертів, прем'єрних показів фільмів, кіно- і телезнімання, фотосесій і відеозаписів. Заснована в 1991 році фінська рок-група HIM записала тут в 2007 році свій перший концертний альбом Digital Versatile Doom.

## Місце знімання
Звідси була організована трансляція таких телешоу, як «American Idol» і «America's Got Talent», сьомого і восьмого сезонів ігрового реаліті-шоу «Королівські перегони Ру Пола», а також фільмів «Останній кіногерой» і «Трансформери». Театр був місцем презентації вигаданого музичного гурту «Елвін і бурундуки» 1960-х років і однойменної кінокомедії, що вийшла в 2007 році.
Фасад будівлі театру з'являється в музичному кліпі Авріл Лавін «I'm with You». 2011 року Тейлор Свіфт записала тут свій відеокліп пісні «Mean».
У фільмі «У пошуках опівнічного поцілунку» головні герої у виконанні Скута Макнейрі і Сари Сіммонс (англ. Sara Simmonds) на своєму першому побаченні спілкуються в «Орфеї». Девід Гассельгофф, граючи самого себе у фільмі 2011 року «Гоп», проводить в «Орфеї» конкурс талантів.
У 2014 році для рекламної кампанії в театрі «Орфей» знімався фрагмент з «Лускунчика», в якому прима-балерина Марія Кочеткова танцювала з прикріпленою до тіла відеокамерою і смартфоном в руці.
«Американська історія жахів: Роанок» 2016 року включає знімання, зроблене на тлі театру «Орфей».
|  |  |  |  |  |